# 용문산 (경기)
용문산(龍門山)은 대한민국 경기도 양평군에 있는 산이다.
이 산은 남한강과 홍천강에 둘러싸여 있고, 주변에는 유명산을 비롯하여 중원산, 도일봉 등이 산세를 더하고 있는 암산이다.
경기도에서 네 번째로 높은 산으로 미지산이라는 이름으로 불리었는데 조선을 개국한 이성계가 등극하면서 '용문산'이라 바꿔 부르게 되었다는 전설이 있다.
800m 이상의 봉우리만도 15개 이상이 한데 모여 제법 산세가 크고 당당하다. 특히 정상 동쪽에 있는 용계와 조계 등 뛰어난 경관을 지닌 계곡이며 기암절벽을 이룬 연릉과 암봉이 소나무와 어울린 산세가 아름다워 예로부터 경기의 금강이라고 일컬어 왔다.

## 방송 송신 시설
| 디지털TV   |                          |            |                     |       |                                             |
| 가상채널   | 방송국명                 | 호출부호   | 물리채널            | 출력  | 가시청권                                    |
| CH 6-1     | SBS DTV                  | HLSQ-DTV   | CH 16               | 2.5㎾ | 수도권 동부, 강원 영서 일부, 충북 북부 일부 |
| CH 7-1     | KBS서울 DTV2             | HLSA-DTV   | CH 28               | 2.5㎾ | 수도권 동부, 강원 영서 일부, 충북 북부 일부 |
| CH 8-1     | OBS경인TV                | HLQS-DTV   | CH 30               | 2.5㎾ | 수도권 동부, 강원 영서 일부, 충북 북부 일부 |
| CH 9-1     | KBS경인 DTV1             | HLAY-DTV   | CH 26               | 2.5㎾ | 수도권 동부, 강원 영서 일부, 충북 북부 일부 |
| CH 10-1    | EBS 1(지상파)            | HLQL-DTV   | CH 24               | 2.5㎾ | 수도권 동부, 강원 영서 일부, 충북 북부 일부 |
| CH 10-2    | EBS 2(지상파)            | HLQL-DTV   | CH 24               | 2.5㎾ | 수도권 동부, 강원 영서 일부, 충북 북부 일부 |
| CH 11-1    | MBC DTV                  | HLKV-DTV   | CH 27               | 2.5㎾ | 수도권 동부, 강원 영서 일부, 충북 북부 일부 |
| UHD        |                          |            |                     |       |                                             |
| 가상채널   | 방송국명                 | 호출부호   | 물리채널            | 출력  | 가시청권                                    |
| CH 6-1     | SBS DTV                  | HLSQ-UHDTV | CH 53               | 5㎾   | 수도권 동부, 강원 영서 일부, 충북 북부 일부 |
| CH 7-1     | KBS서울 DTV2             | HLSA-UHDTV | CH 56               | 5㎾   | 수도권 동부, 강원 영서 일부, 충북 북부 일부 |
| CH 8-1     | OBS경인TV                | HLQS-DTV   | 예정                | 5㎾   | 수도권 동부, 강원 영서 일부, 충북 북부 일부 |
| CH 9-1     | KBS경인 DTV1             | HLAY-UHDTV | CH 52               | 5㎾   | 수도권 동부, 강원 영서 일부, 충북 북부 일부 |
| CH 11-1    | MBC DTV                  | HLKV-UHDTV | CH 55               | 5㎾   | 수도권 동부, 강원 영서 일부, 충북 북부 일부 |
| FM 라디오  |                          |            |                     |       |                                             |
| 채널       | 방송국명                 | 호출부호   |                     | 출력  | 가시청권                                    |
| 90.3㎒     | KBS서울 제1라디오        | HLKA-SFM   |                     | 1㎾   | 수도권, 강원 영서, 충남북부, 충북북부 일부  |
| 99.9㎒     | OBS 라디오               | HLMD-FM    |                     | 500W  | 수도권, 강원 영서, 충남북부, 충북북부 일부  |
| 101.1㎒    | KFN국군방송              | HLSE-FM    |                     | 3㎾   | 수도권, 강원 영서, 충남북부, 충북북부 일부  |
| 지상파 DMB |                          |            |                     |       |                                             |
| 앙상블명   | 방송국명                 | 호출부호   | 채널(주파수)        | 출력  | 가시청권                                    |
| YTN DMB    | mYTN                     | HLMA-TDMB  | CH 8-B (183.008㎒)  |       |                                             |
| YTN DMB    | HD mYTN                  | HLMA-TDMB  | CH 8-B (183.008㎒)  |       |                                             |
| YTN DMB    | LOTTE Homeshop(임대채널) | HLMA-TDMB  | CH 8-B (183.008㎒)  |       |                                             |
| MBC DMB    | MY MBC                   | HLKV-TDMB  | CH 12-A (205.280㎒) |       |                                             |
| MBC DMB    | HD my MBC                | HLKV-TDMB  | CH 12-A (205.280㎒) |       |                                             |
| MBC DMB    | MBC RADIO                | HLKV-TDMB  | CH 12-A (205.280㎒) |       |                                             |
| U-KBS      | KBS STAR                 | HLKA-TDMB  | CH 12-B (207.008㎒) |       |                                             |
| U-KBS      | HD KBS STAR              | HLKA-TDMB  | CH 12-B (207.008㎒) |       |                                             |
| U-KBS      | KBS HEART                | HLKA-TDMB  | CH 12-B (207.008㎒) |       |                                             |
| U-KBS      | KBS MUSIC                | HLKA-TDMB  | CH 12-B (207.008㎒) |       |                                             |
| SBS(u)     | SBS u TV                 | HLSQ-TDMB  | CH 12-C (208.736㎒) |       |                                             |
| SBS(u)     | HD SBS u TV              | HLSQ-TDMB  | CH 12-C (208.736㎒) |       |                                             |
| SBS(u)     | SBS V-Radio              | HLSQ-TDMB  | CH 12-C (208.736㎒) |       |                                             |

## 송신탑 관련
용문산에 있는 송신탑은 애초부터 KBS 춘천방송국이 소유하고 있는 TV 방송 시설을 최초로 사용하였으나, KBS 춘천방송국 측에서는 용문산 관할권이 매우 어렵고 거리가 많이 떨어지는 것은 물론, 수신 장애를 일으킨다는 이유로 이 송신탑을 KBS 서울 본국으로 소유권이 넘어간 것으로 보인다. 당시에는 채널 번호 역시 아날로그 시절부터 3번으로 고정하였고 훗날 출력이 증강되면서 12번으로 잠시 바뀌었다가 이후 32번으로 다시 변경되었다.

## 같이 보기
- 한국의 산 목록